# Casa de Luxemburg
     Habsburg
     Luxemburg
     Wittelsbach

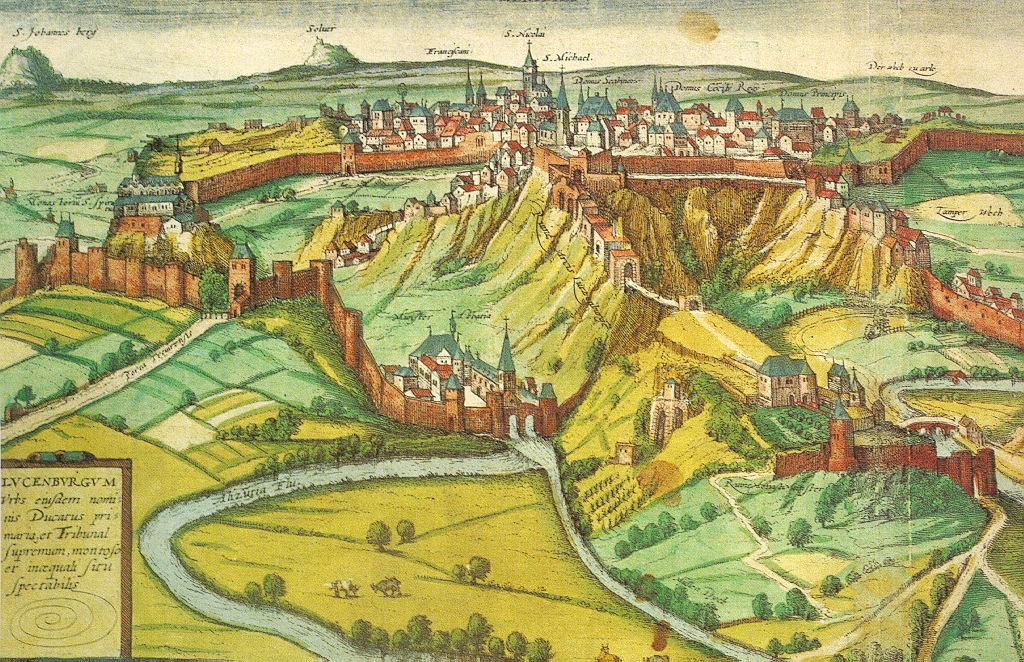
Castelul Lucilinburhuc (cea mai veche vedere a cetății Luxemburg din 1598)

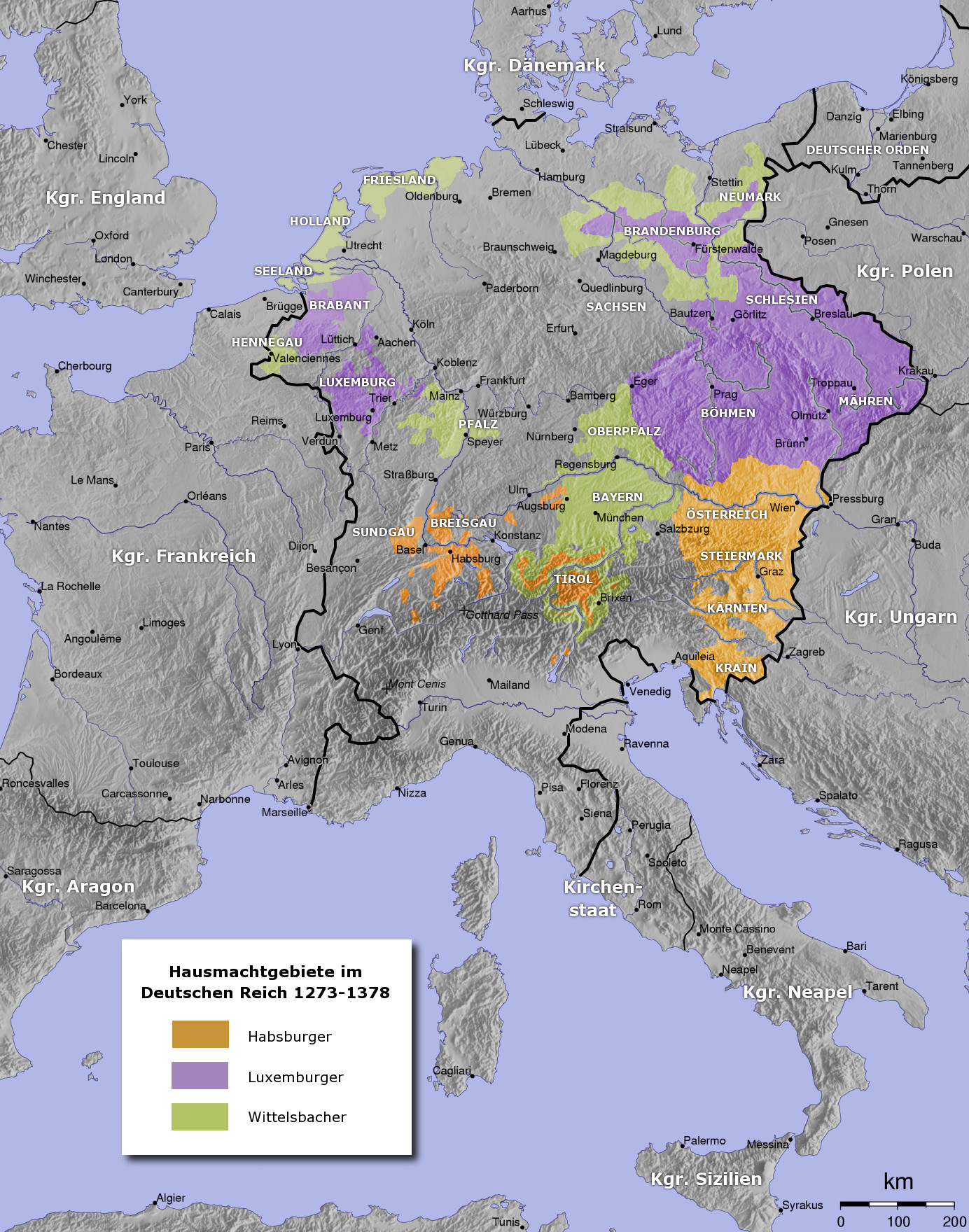
Sfântul Imperiu Roman sub împăratul Carol al IV-lea de Luxemburg
Habsburg
Luxemburg
Wittelsbach

Relația de rudenie cu Carol al V-lea al Franței

Casa Limburg-Luxemburg (adesea numită pe scurt Casa de Luxemburg, în germană Luxemburger sau Lützelburger) a fost o dinastie care a dat patru regi romano-germani în Evul Mediu târziu între 1308 și 1437, dintre care trei au fost încoronați ca împărați. Cei patru regi romano-germani din Casa de Luxemburg au fost în același timp regi ai Boemiei, iar unul dintre ei a fost și rege al Ungariei și Croației. Dinastia predecesoare, Hohenstaufen, a dat cinci regi romano-germani, iar ulterior Casa de Habsburg a dat douăzeci de regi romano-germani, aceasta datorându-se și moștenirilor teritoriale din 1437 care proveneau de la Casa de Luxemburg.
Casa de Luxemburg este o ramură a Casei Limburg-Arlon care nu trebuie confundată cu Casa de Luxemburg din secolele al X-lea  și al XI-lea (Wigeriche sau Ardene-Verdun).

## Istoria
Fondatorul acestei ramuri a fost Henric al V-lea de Luxemburg, un fiu al lui Walram al IV-lea de Limburg (din Casa Limburg-Arlon), împreună cu a doua lui soție, Ermesinde a II-a de Luxemburg (din Casa Namur), cel ce a moștenit comitatul Luxemburg de la mama sa în timp ce fratele vitreg, Henric al IV-lea de Limburg, a moștenit Ducatul de Limburg. Fiul cel mic al lui Henric al V-lea, Walram I, a primit domeniul Ligny și a fondat ramura Casa de Luxemburg-Ligny .
Primul reprezentant al Casei de Luxemburg pe tronul regal romano-german a fost Henric al VII-lea în 1308, un nepot al lui Henric al V-lea de Luxemburg. El a reușit să determine în 1310 alegerea fiului său, Ioan, ca rege al Boemiei, ceea ce a creat baza puterii sale ulterioare. Henric al VII-lea l-a  înfeudat pe Ioan, în vârstă de 14 ani, cu Regatul Boemiei, convenind cu cercurile de opoziție din Boemia asupra destituirii regelui ales, Henric de Carintia. Ioan s-a căsătorit cu Elisabeta, prințesa Boemiei și soră a lui Venceslau al III-lea, prin al cărui asasinat în 1306 a dispărut dinastia Přemyslid. Henric al VII-lea a devenit în cele din urmă împărat romano-german în 1312, dar intenția sa de a restaura vechiul Imperiu Roman (Restauratio imperii) a eșuat. Ioan a câștigat o reputație deosebită ca rege al Boemiei și a dus o politică de succes. Fratele lui Henric, Balduin de Luxemburg, arhiepiscop de Trier, a fost unul dintre politicieni importanți ai secolulului al XIV-lea și a determinat în mod decisiv politica din imperiu până la moartea sa.
Cel mai important conducător din Casa de Luxemburg a fost fiul lui Ioan de Luxemburg, Carol al IV-lea, un politician de succes al Evului Mediu târziu. În calitate de margraf al Moraviei, a primit de la tatăl său orb regența Boemiei în 1341 și a fost ales antirege în 1346 împotriva adversarului său, Ludovic Bavarezul. În 1347 Carol al IV-lea l-a urmat la tron pe tatăl său în Boemia, iar în 1349 a fost din nou ales și încoronat rege romano-german. El a devenit împărat romano-german și rege al Italiei în 1355, tron pe care l-a păstrat până la moartea sa în 1378. Pentru o vreme membrii Casei de Luxemburg au reușit să se impună și în Brabant și Limburg (1355–1404) și în Brandenburg (1373–1415). În 1387 au obținut, de asemenea, coroana Ungariei, ceea ce Carol plănuise deja. Încă din timpul vieții, lui Carol îi reușise alegerea fiului său, Venceslau ca rege romano-german. Pentru o perioadă de timp a părut că, prin puterea Casei de Luxemburg și dispozițiile Bulei de Aur, regatul urma să se transforme de facto într-unul ereditar. Cu toate acestea, Carol al IV-lea a vândut părți considerabile ale proprietății imperiale .
Regele Venceslau nu a reușit să îndeplinească ceea ce se aștepta de la el. Intâi Casa de Luxemburg a pierdut nu numai coroana regală (odată cu destituirea lui Venceslau în 1400), ci și respectul de care se bucura. Prin fratele său vitreg, Sigismund, Casa de Luxemburg a recâștigat în 1411 coroana romano-germană, deși regatul nu mai era hegemonic ca pe vremea lui Carol al IV-lea. Cu Sigismund, care a avut o domnie lungă și relativ de succes, Casa de Luxemburg s-a stins pe linie masculină în 1437 și a dispărut.
Moștenitorul lui Sigismund a fost ginerele său, ducele Albert al Austriei, care a reușit să unească cele trei coroane ale lui Sigismund: cea a Boemiei, Ungariei și a Sfântului Imperiu Roman de națiune germană. Acest lucru a contribuit semnificativ la creșterea Casei de Habsburg, deși unificarea Boemiei, Ungariei și Austriei a fost doar una episodică. Posesiunile Casei de Luxemburg la vest de Rin au fost integrate în complexul teritoriilor Casei de Burgundia, care câteva decenii mai târziu a fost moștenită tot de Casa de Habsburg.

## Regii și împărații din Casa de Luxemburg
- Henric al VII-lea (1278–1313), rege romano-german (1308–1313) și împărat din 1312;
- Ioan de Boemia (1296–1346), fiul lui Henric, rege al Boemiei între (1311–1346) și rege titular al Poloniei (1311–1335);
- Carol al IV-lea (1316–1378), fiul lui Ioan, rege romano-german (1346–1376), rege al Boemiei (1347–1363) și din 1355 rege al Italiei, iar din 1355 împărat;
- Venceslau al IV-lea (1361–1419), fiul lui Carol al IV-lea, rege al Boemiei (1363–1419), principe elector de Brandenburg (1373–1378) și  rege romano-german (1376–1400);
- Sigismund (1368–1437), fiul lui Carol al IV-lea, principe elector de Brandenburg (1378–1388), rege al Ungariei (1411–1415), rege al Croației din 1387, rege romano-german din 1411, rege al Boemiei din 1419 și împărat din 1433.

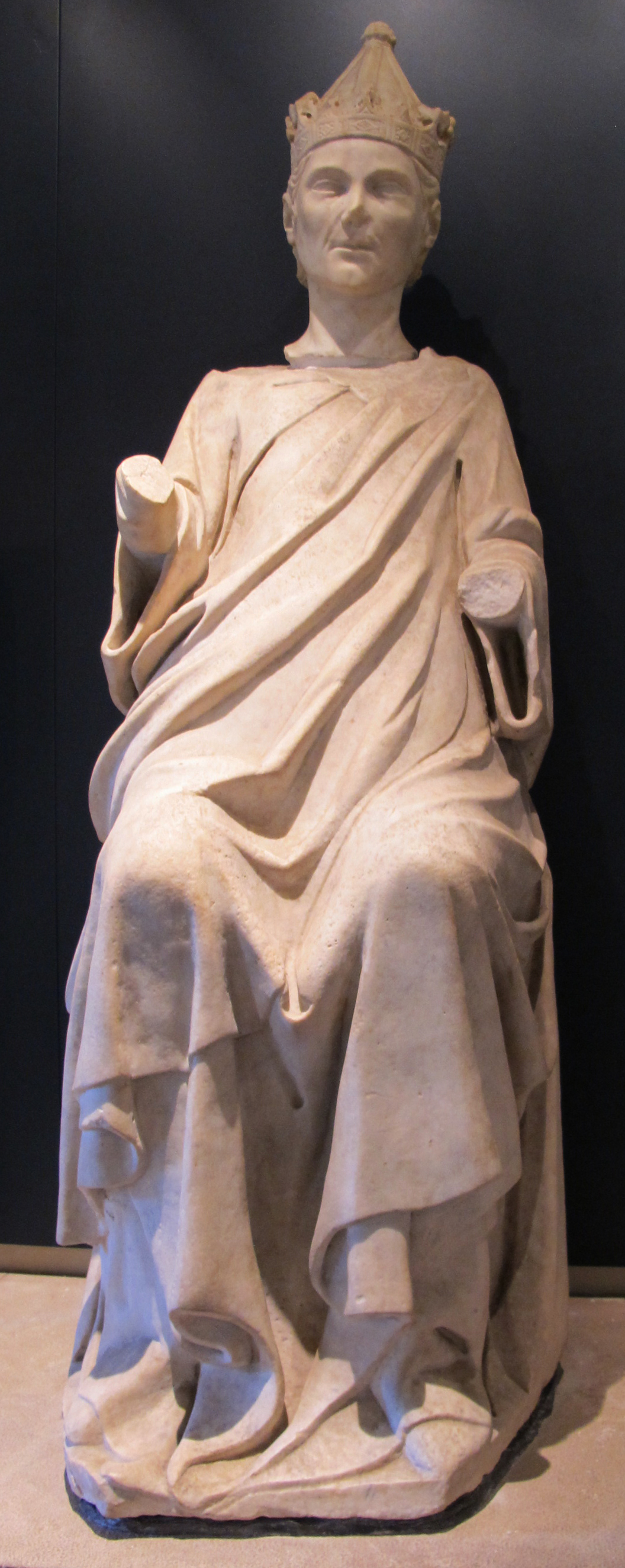
Împăratul Henric al VII-lea
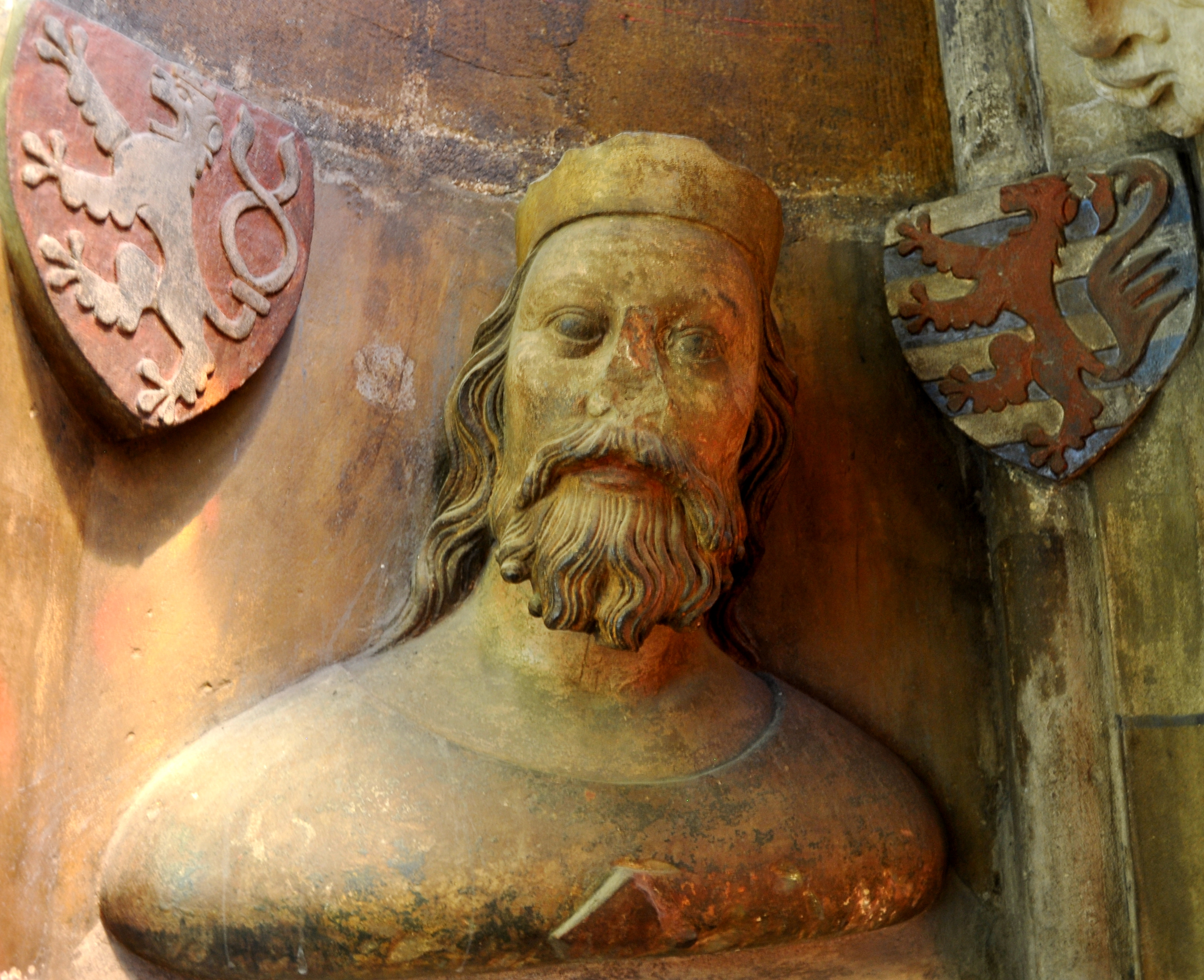
Regele Ioan al Boemiei
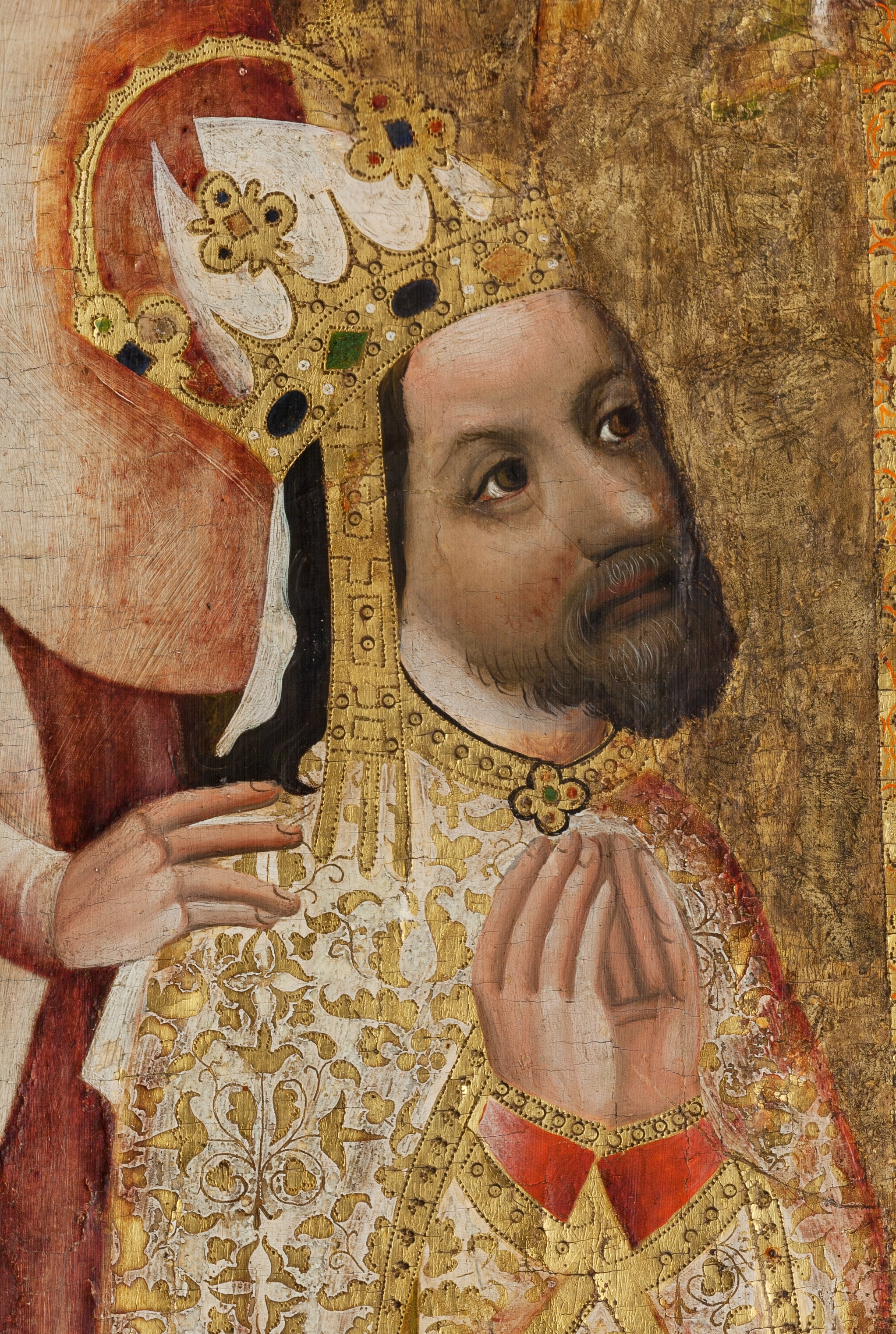
Împăratul Carol al IV-lea
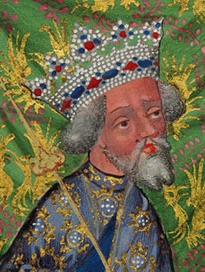
Regele Venceslau al IV-lea
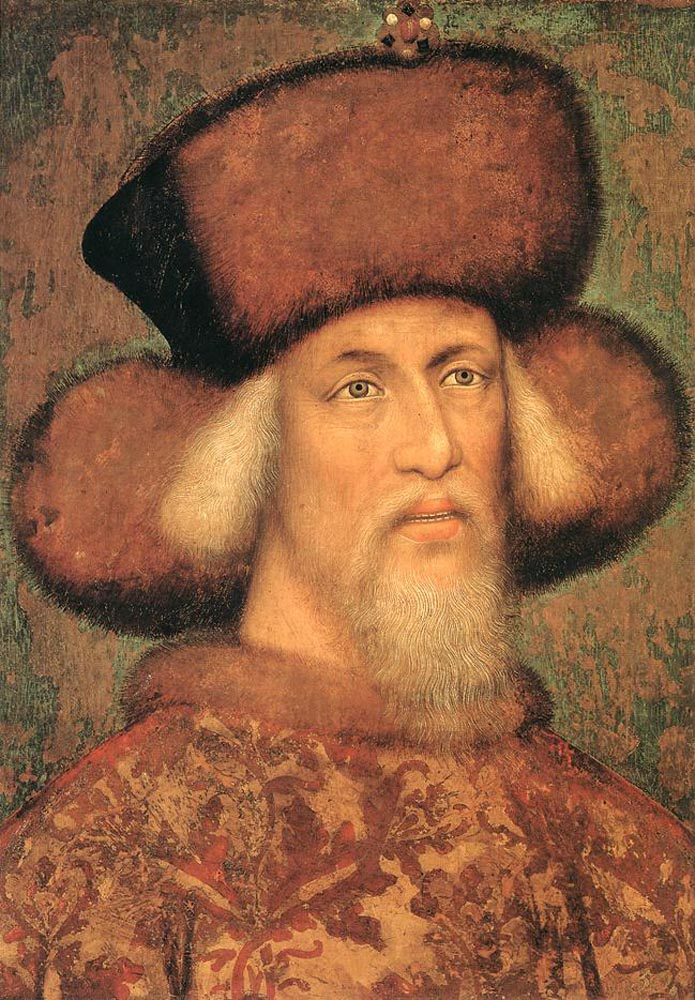
Împăratul Sigismund